# Castejón de Alarba
Castejón de Alarba es un municipio y localidad española de la provincia de Zaragoza, en la comunidad autónoma de Aragón. Tiene un área de 17,48 km² con una población de 85 habitantes (INE 2016) y una densidad de 4,81 hab./km². En el pueblo se cultivan cereales, viñas , almendros, cerezos, nogales y manzanos.

## Geografía

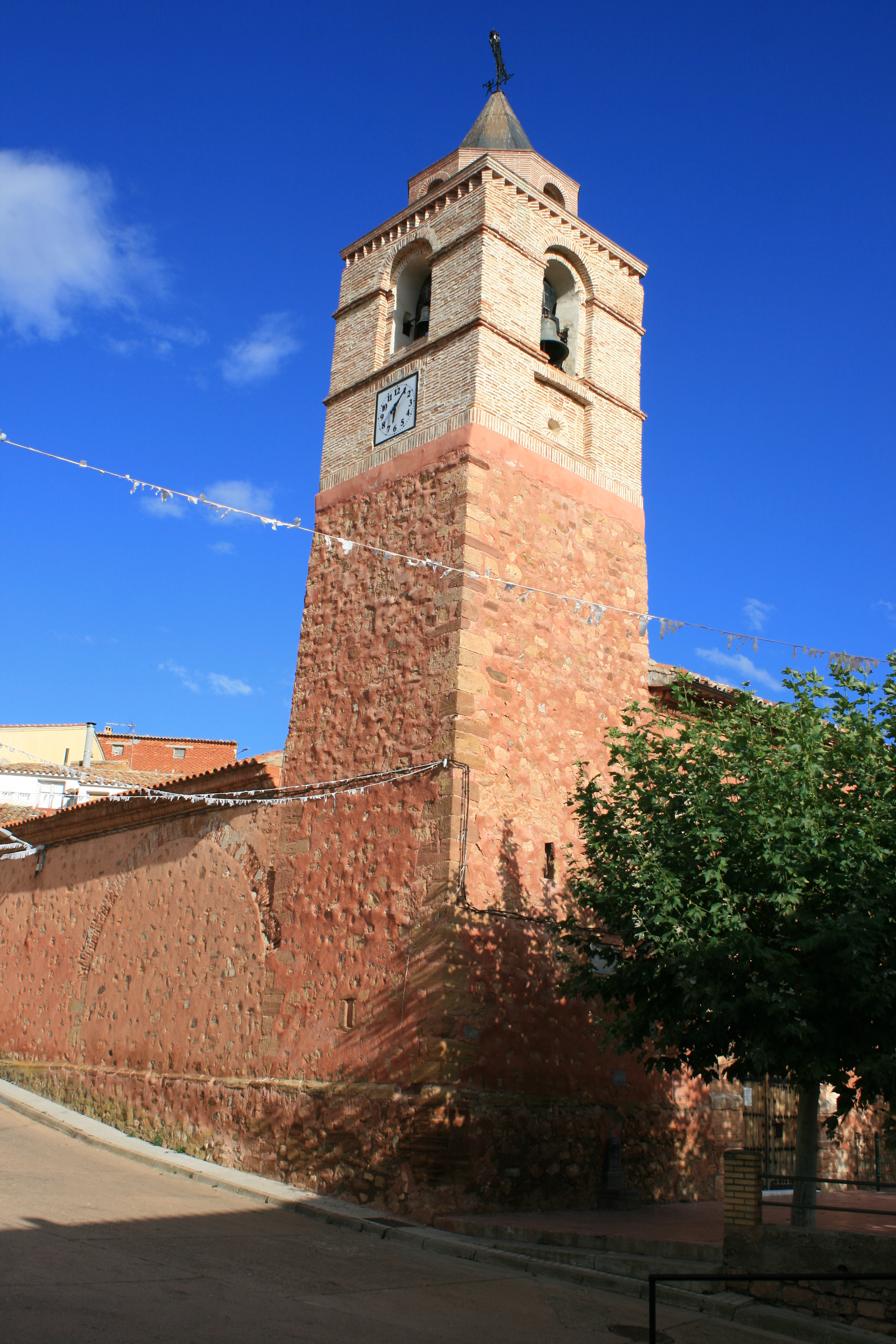
Iglesia de San Bartolomé

Por el norte limita con Olvés, por el sur con Acered por el este con Alarba y por el oeste con Monterde y Abanto, a pocos kilómetros se encuentra el Monasterio de Piedra y el embalse de la tranquera. Está situada en la Sierra de Pardos (cuya altitud máxima es el Pico la Cruz, con 1266 m, que se encuentra dentro del término municipal) del Sistema Ibérico . Su temperatura media anual es de 11,7 °C debido probablemente a su altitud  (916 m) y cuenta con unas precipitaciones medias anuales de 450 mm.

## Historia
Por Castejón de Alarba pasó el Cid en su destierro y hoy el pueblo se encuentra incluido dentro del Camino del Cid. La localidad, entonces aldea, perteneció, en aquellos tiempos bajomedievales, a la Comunidad de Aldeas de Calatayud. Se hace mención a la aldea de Castejón de Alarba en el fogaje de las Cortes de Tarazona (año 1484) en el que se registran 22 fuegos, lo que equivaldría a una población de entre 88 y 110 habitantes. De aquella época queda el recuerdo de un blasón en una de las casas del pueblo, una heráldica familiar de la que se desconoce su origen. La iglesia, consagrada a San Bartolomé, se construyó a mediados del siglo XVII y la fuente del pueblo en el siglo XIX, ambas se conservan en buen estado. Es tradición centenaria en el pueblo, así como en Alarba, Olvés y Acered, la romería anual a la ermita de la Virgen de Semón, o de las Aguas, que se sitúa sobre un cerro junto a la rambla de Valcodo en el término municipal de Acered.

## Demografía
Castejón de Alarba cuenta con una población de 79 habitantes (INE 2024).
| Gráfica de evolución demográfica de Castejón de Alarba entre 1842 y 2021                                            |
| |
| Población de derecho según los censos de población del INE Población de hecho según los censos de población del INE |

## Economía
Tan sólo 27 personas estaban afiliadas al régimen de la Seguridad Social en la localidad. De ellas el 69´8 % se dedica a la agricultura, manteniendo 54 explotaciones en las que se alternan cereales, frutales y viñas. El resto de los trabajadores se ocupan en los servicios, un 21 %, en la construcción, un 5,5 % y en la industria un 3,7 %.

## Símbolos

### Bandera
Bandera de Castejón de Alarba-Zaragoza. Bandera: Paño del Señal Real de Aragón, formado por 4 bandas rojas y 5 amarillas colocadas alternativamente y de la misma anchura, y de proporción total 2/3, con un rombo verde, ribeteado por un ancho galón azul, en su centro, y dentro de él una torre blanca con puerta y ventanas verdes, sumada de una copa cubierta negra, perfilada de amarillo.

### Escudo
Escudo de Castejón de Alarba-Zaragoza. Escudo cuadrilongo de base circular, que trae de sinople, una torre de plata, donjonada de un homenaje, aclarada del campo, mazonada de sable y sumada de copa cubierta, de sable, fileteada de oro. Bordura de azur, cargada de ocho escusones ojivales con el Señal Real de Aragón. Al timbre, Corona Real abierta.

## Administración y política
| Período   | Alcalde                    | Partido |  |
| --------- | -------------------------- | ------- |  |
| 1979-1983 | Gregorio Muel Agudo        | CD      |  |
| 1983-1987 | Gregorio Muel Agudo        | AP      |  |
| 1987-1991 | Gregorio Muel Agudo        | AP      |  |
| 1991-1995 | Gregorio Muel Agudo        | PP      |  |
| 1995-1999 | Gregorio Muel Agudo        | PP      |  |
| 1999-2003 | Gregorio Muel Agudo        | PP      |  |
| 2003-2007 | Félix Peiró Roy            | PP      |  |
| 2007-2011 | Félix Peiró Roy            | PP      |  |
| 2011-2015 | Félix Peiró Roy            | PP      |  |
| 2015-2019 | Leonardo Baquedano Herrero | PP      |  |

| Partido político    | Partido político                                   | 2003   | 2007   | 2011   | 2015   |
| Partido político    | Partido político                                   | Ediles | Ediles | Ediles | Ediles |
|                     | Partido Popular de Aragón (PP)                     | 5      | 4      | 2      | 2      |
|                     | Partido Aragonés (PAR)                             | —      | 1      | —      | 1      |
|                     | Partido de los Socialistas de Aragón (PSOE-Aragón) | —      | —      | 1      | —      |
|                     | Chunta Aragonesista (CHA)                          | —      | —      | —      | —      |
| Total de concejales | Total de concejales                                | 5      | 5      | 3      | 3      |

## Fiestas populares
Sus fiestas populares y religiosas son: La Virgen de Semón (El último domingo de mayo), San Bartolomé (24 de agosto), Santo Domingo (20 de diciembre).